# Villa cingulata
Villa cingulata är en tvåvingeart som först beskrevs av Johann Wilhelm Meigen 1804.  Villa cingulata ingår i släktet Villa och familjen svävflugor. Enligt den finländska rödlistan är arten akut hotad i Finland. Enligt den svenska rödlistan är arten sårbar i Sverige. Arten förekommer på Öland. Arten har tidigare förekommit på Gotland, Götaland och Svealand men är numera lokalt utdöd. Artens livsmiljö är torra gräsmarker. Inga underarter finns listade i Catalogue of Life.